# Isuzu Journey-K
Der Isuzu Journey-K ist ein mittelgroßer Bus von Isuzu. Die Reihe wird hauptsächlich als Linienbus in der Stadt oder als Reisebus eingesetzt.

## Vorgänger
- BK30 (1972)
- CCM370/410 (1976)
- K-CCM370/410 (1980)
- K-CDM370/410 (1982)

### Bilder

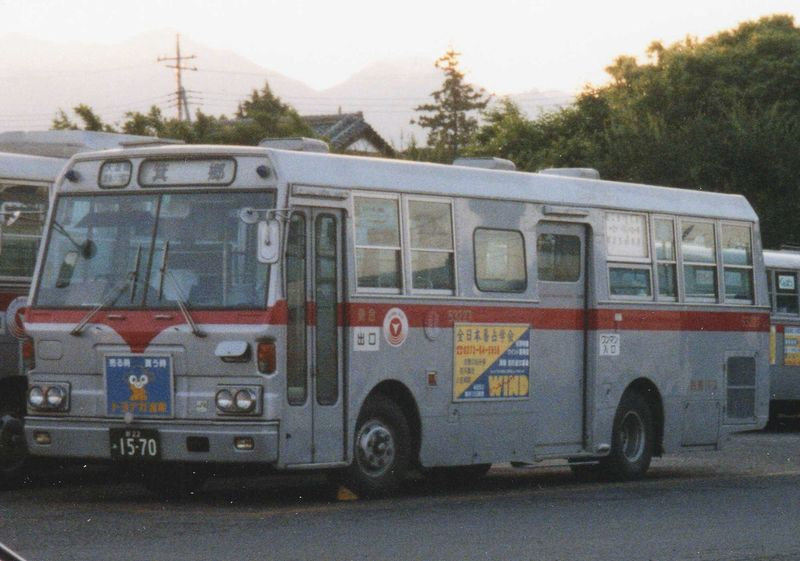
Isuzu K-CCM370

## Modelle
- P-LR212/311/312 (1984)
- U-LR312/332 (1990)
- KC-LR233/333 (1995)

### Bilder

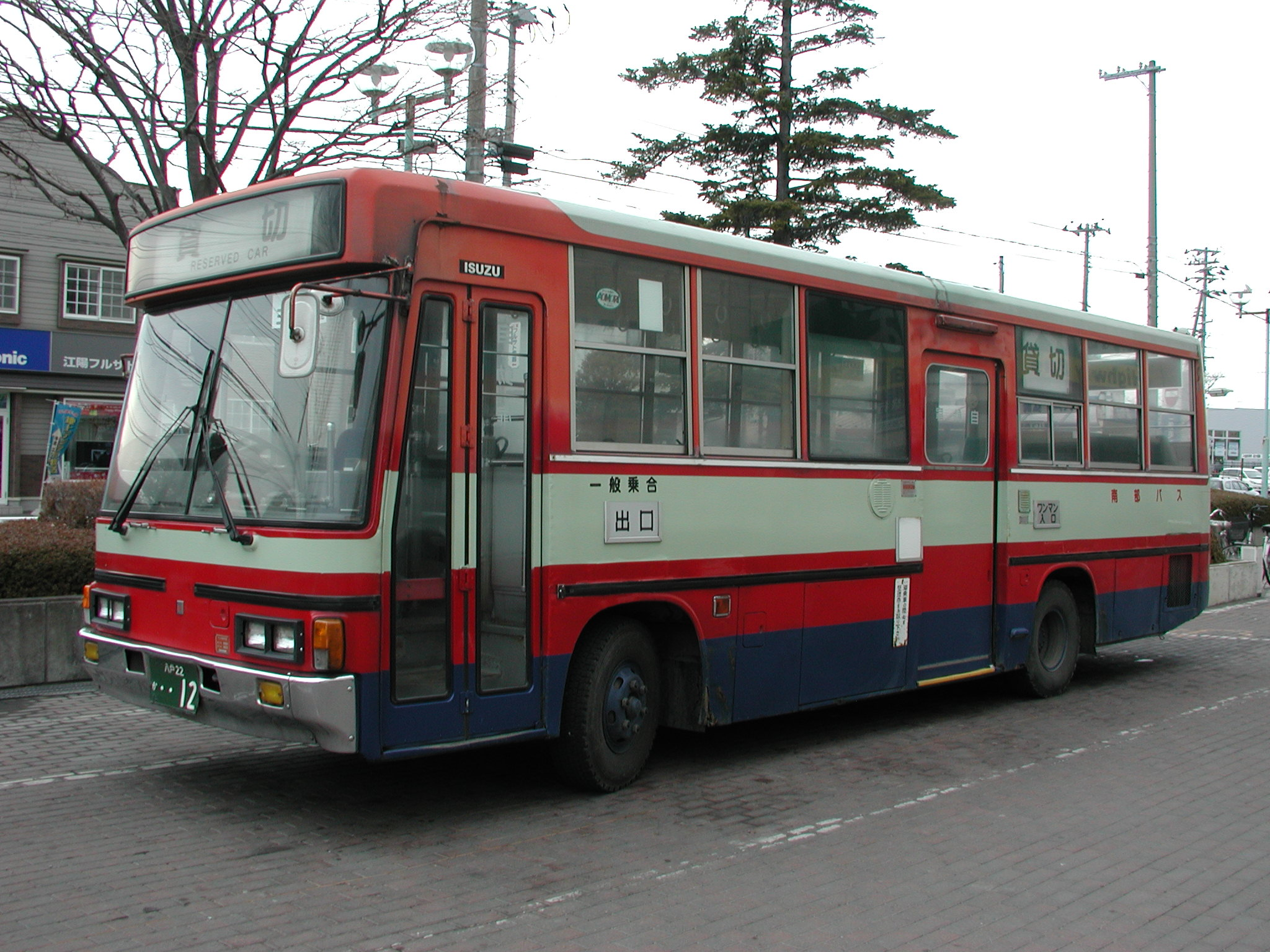
Journey-K P-LR312J
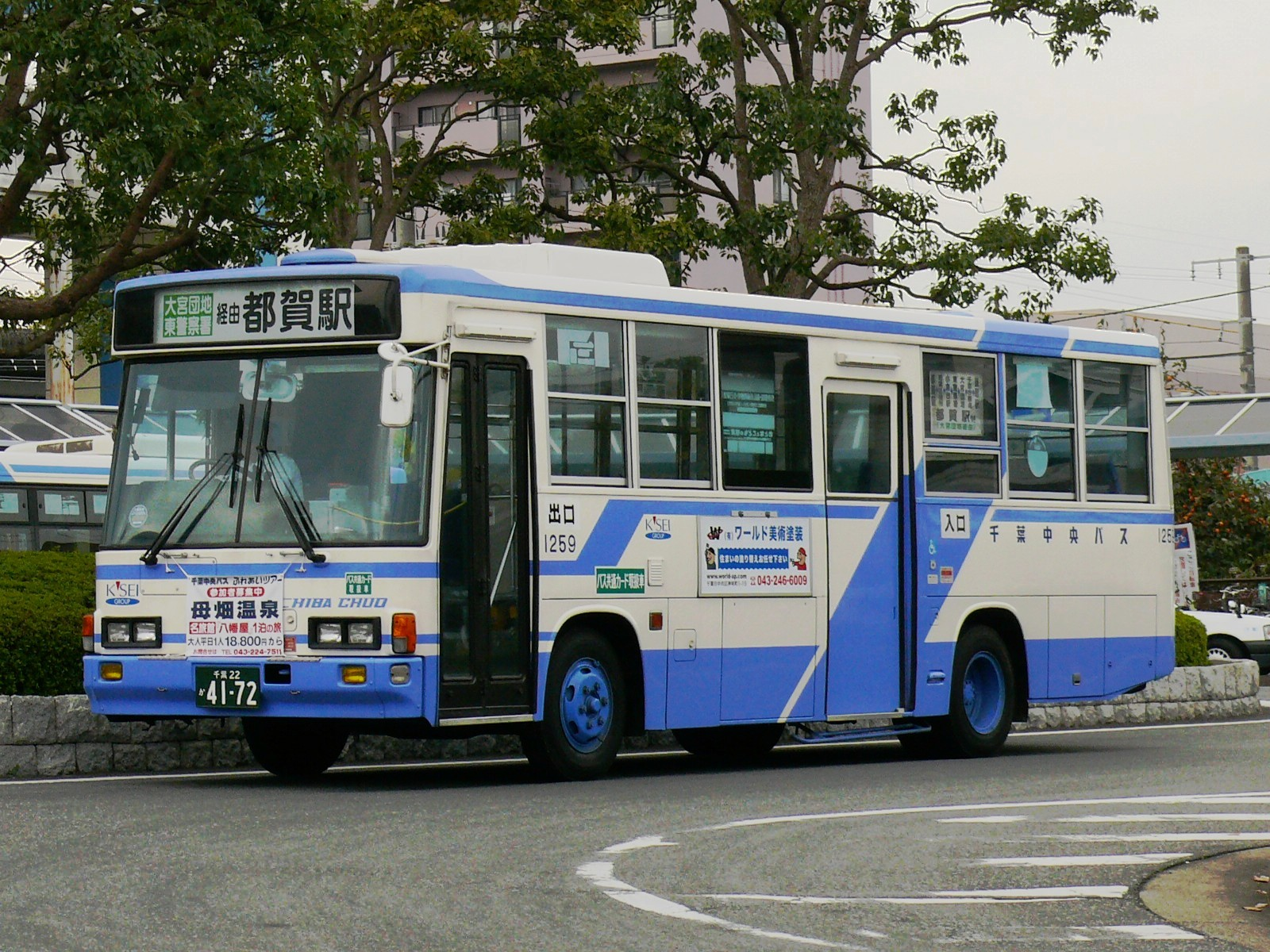
Journey-K KC-LR333J
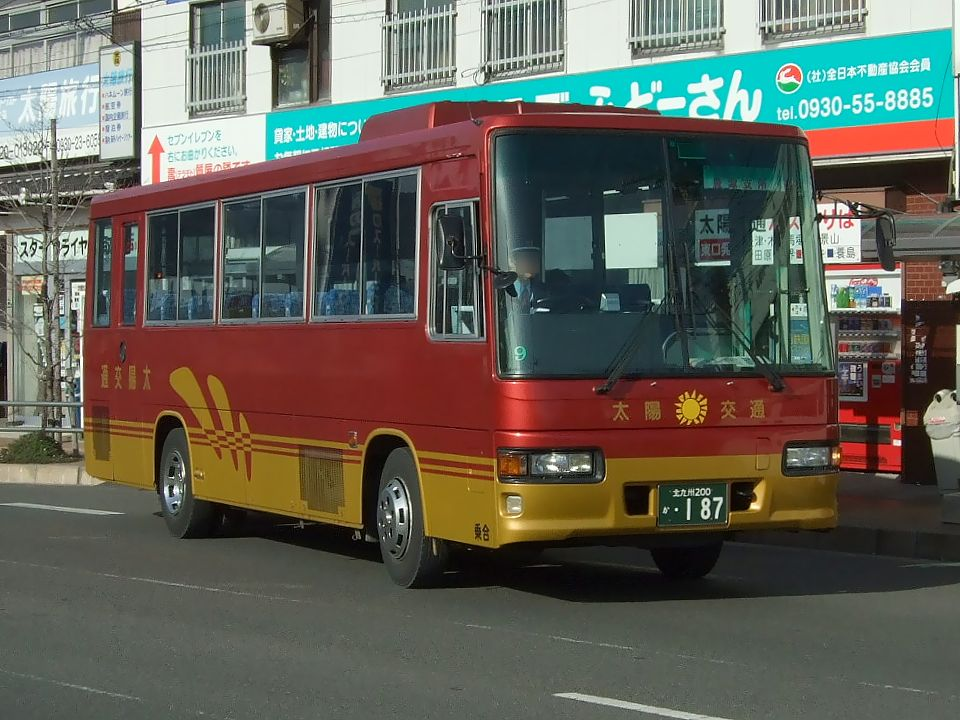
Journey-K Reisebus KC-LR233J
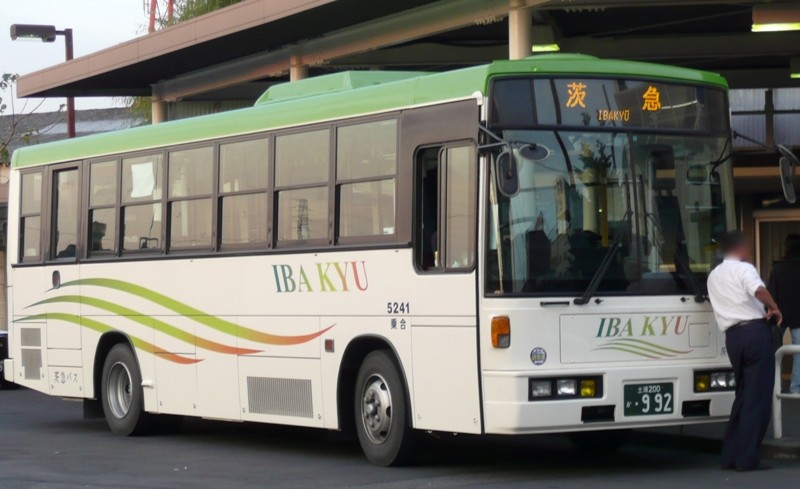
Journey-K KC-LR333J mit FHI 8E-Aufbau

## Modellpalette
- Bus mit 1 Zugangsstufe 9m
- Bus mit 2 Zugangsstufen 9m